# Naturkundemuseum Gerolstein

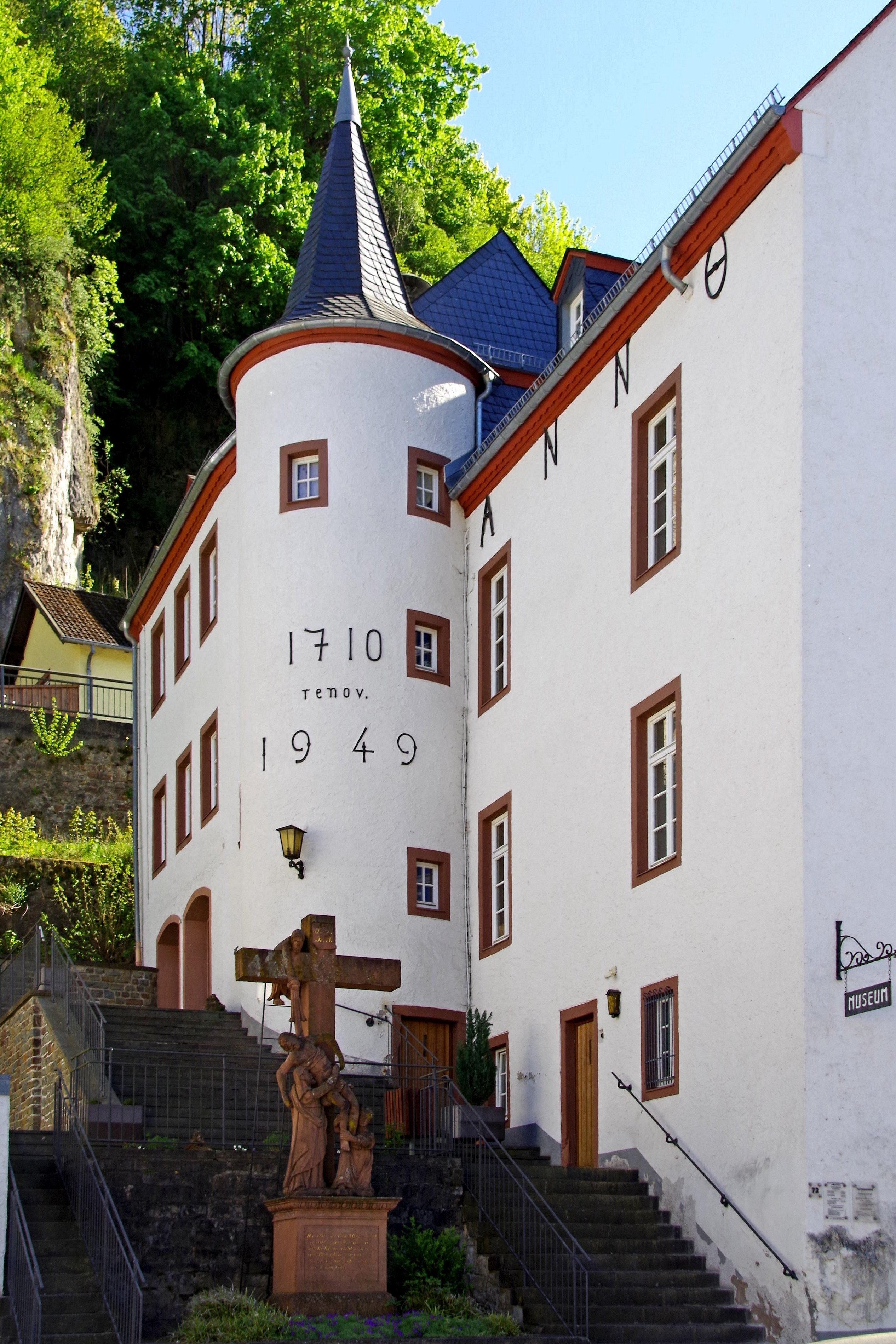
Naturkundemuseum Gerolstein

Das Naturkundemuseum Gerolstein ist das größte und älteste Geomuseum der Eifel. Es befindet sich im alten Stadtkern von Gerolstein im Landkreis Vulkaneifel in Rheinland-Pfalz, direkt unterhalb der Löwenburg. Das Museum beherbergt das geologische Erbe der Region mit Vulkangesteinen, Mineralien, einer Steinzeitabteilung, einer interaktiven Waldabteilung und der umfangreichsten Schmetterlingssammlung in Rheinland-Pfalz.

## Geschichte
Ein erstes regionalgeologisches Museum der Eifel wurde 1903 von dem Schulrektor Stephan Dohm und dem Hotelier Matthias Heck im Hotel Heck in Gerolstein eingerichtet. Das Gebäude wurde 1944 durch Bomben zerstört, wobei die Sammlungen verloren gingen. 1987 wurde das 1710 im barocken Stil erbaute und 1949 erneuerte Alte Rathaus von Gerolstein nach umfassenden Renovierungen und Umbauten als Museum neu eröffnet.

## Museumsabteilungen

### Vulkanismus und Mineralogie
Zum Thema Vulkanismus werden die vier Phasen im Leben der Eifelvulkane, nämlich das Maar-Stadium, die Strombolianische Phase, die Ausfluss-Phase und das Mofetten-Stadium, dargestellt und erläutert. Gezeigt werden vielfältige Ausprägungen des Eifelbasalts und die in der Lava angeschmolzenen und dadurch glasierten Sandsteine. Von diesen sog. Xenolithen, die das Magma aus der Tiefe mit nach oben gebracht hat, sind auch das olivinreiche Peridotit, ein Gestein aus dem oberen Erdmantel, sowie der Karbonatit, eines der seltensten Gesteine überhaupt, zu sehen.

### Paläontologie
In der Fossilienabteilung sind Funde aus der Gerolsteiner Kalkmulde ausgestellt. Das Trilobitarium zeigt u. a. die Trilobiten von den Geeser Krebs- bzw. Trilobitenfeldern, in denen im Laufe der Jahrzehnte mehr als 40 verschiedene Arten gefunden wurden, sowie die seltenen Crinoiden aus dem Devon. Weiterhin zu sehen sind urzeitliche Exponate von Schnecken, Cephalopoden, Bryozoen und Stromatoporen sowie einige devonische Fische und Psilophyten, erste Landpflanzen, aus dem Unterdevon der Eifel. Ein Abguss und eine Rekonstruktion des 1904 gefundenen Eifelosaurus triadicus aus dem Buntsandstein von Oberbettingen stellen einen besonderen Blickfang dar. Des Weiteren präsentiert die Ausstellung Wirbellose aus dem Devon der Gerolsteiner Umgebung. Es sind Korallen, Brachiopoden und Muscheln. Besonderheiten sind die Deckel tragende Pantoffelkoralle Calceola sandalina und die Koralle Pleurodictium problematicum.

### Wald
Die 1994 eröffnete interaktiv gestaltete Waldabteilung erstreckt sich im Dachgeschoss des Museums auf einer Fläche von etwa 60 m². Zu besichtigen sind u. a. verschiedene Holzarten und auch typische Bodenprofile der Region. Ein großes Modell der Gerolsteiner Mulde lässt sich auseinanderziehen und gibt den Blick auf den Aufbau der geologischen Schichten in und um Gerolstein frei.

### Archäologie

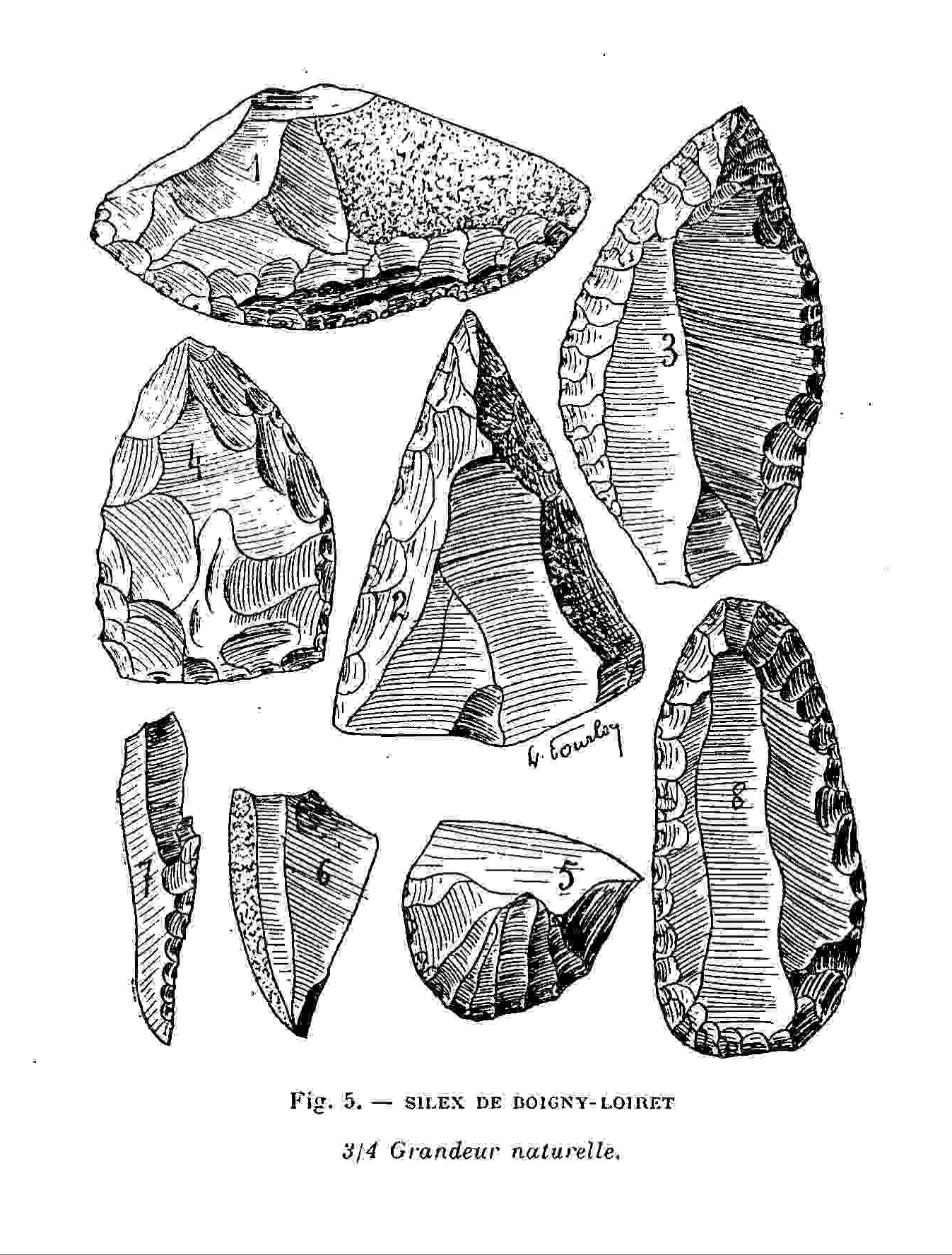
Steinwerkzeuge des Moustérien

Hier sind Funde des Archäologischen Vereins Gerolstein ausgestellt. Es handelt sich um Faustkeile, die aus Quarzgeröll der Kyll gefertigt wurden, sowie um Klopfsteine und andere Werkzeuge von Neandertalern. Einer der Fundorte ist die Buchenlochhöhle im Dolomitmassiv der Munterley. Die hier nachgebildete Höhle ist mit Fellen, Knochen und Geweihen ausgestattet. Weiterhin zu sehen sind Rohfeuersteine verschiedener Herkunft sowie Steinwerkzeuge aus der Mittel- und Jungsteinzeit, darunter Pfeilspitzen und geschliffene Beile. Darüber hinaus sind auch Funde aus dem Mittelalter und eine Rekonstruktion des alten Stadtkerns von Gerolstein zu besichtigen.

### Insektensammlung
Die umfangreiche Insektensammlung umfasst 45 große Schaukästen und enthält vorwiegend Schmetterlinge sowie auch einige Motten und Käfer aus dem In- und Ausland, die von dem Spender Martin Krämer im Laufe mehrerer Jahrzehnte auf Reisen und Exkursionen selbst zusammengetragen wurden. Mehr als 400 Arten einheimischer Schmetterlinge wurden von Herrn Krämer durch Exemplare aus der Eifel nachgewiesen, eine für Deutschland ungewöhnlich hohe Biodiversität.

## Denkmalschutz
Das Naturkundemuseum Gerolstein ist in der Liste der Kulturdenkmäler in Gerolstein verzeichnet.